# Tres Pinos (Kalifornija)
Tres Pinos je naseljeno područje za statističke svrhe u američkoj saveznoj državi Kalifornija. Prema popisu stanovništva iz 2010. u njemu je živjelo 476 stanovnika.